# Quinta Normal
Quinta Normal es una comuna ubicada en el sector norponiente de la ciudad de Santiago, capital de Chile. Fue fundada en 1915, antiguamente llamada Yungay, y debe su nombre al parque ubicado en su sector oriente. Limita con la comuna de Renca al norte, Santiago al este, Estación Central al sur, Lo Prado al sudoeste y Cerro Navia al oeste.

## Historia

### Época prehispánica y colonial
La historia de Quinta Normal se remonta al período prehispánico y preincaico, en que en estas tierras habitaban los picunches, quienes desarrollaban la agricultura y alfarería.  A fines del siglo XV los incas penetran hasta el sur del valle del Mapocho, creando colonias. Desde la llegada de los españoles en 1541 y la respectiva fundación de la ciudad de Santiago, se comienza a edificar, naciendo así las primeras calles. La ruta conocida como El Camino de las Cuestas —hoy avenida San Pablo— que se conectaría con Valparaíso, parece de origen prehispánico. Allí, desde la conquista española,  comienzan a establecerse colonos españoles, otros indígenas y esclavos a su alrededor. Pedro de Valdivia habría entregado estas tierras al capitán Diego García y al oficial Diego de Monroy.
Durante la Colonia española se encontraron restos momificados con una data de 2000 años en la zona donde hoy se ubica la Estación Naval Metropolitana de la Armada, confirmando así que habitaba gente antes de la llegada de los incas en la comuna. Desde el siglo XVII hasta mediados del siglo XIX, su desarrollo se basa principalmente en el rubro agrícola que distribuía su producción en chacras y quintas de buena calidad que abastecían a la capital.

### sigloXIXe inicios delXX
Durante la Reconquista española, el guerrillero Manuel Rodríguez burlaba a sus perseguidores del Ejército Realista galopando por el Camino del Carrascal —hoy avenida homónima—, sendero que conectaba Santiago con Lampa. A la altura de la calle Augusto Matte estaba la Casa del Castañar, que usaba de escondite y descanso a su ejército cuando combatía a los talaveras del gobernador Casimiro Marcó del Pont. Este lugar sirvió también de descanso a las tropas de Bernardo O'Higgins.
En 1839 el presidente José Joaquín Prieto bautiza el sector poniente de la ciudad con el nombre de Yungay, como celebración a la victoria en la batalla homónima, que selló el triunfo del Ejército Unido Restaurador en la Guerra contra la Confederación Perú-Boliviana. Luego el Estado compró el predio La Merced, correspondiente a la parte occidental del Llanito de Portales, terreno que pertenecía a dicha familia, para crear la Quinta Normal de Agricultura, inaugurada en 1841 por el presidente de Chile Manuel Bulnes.

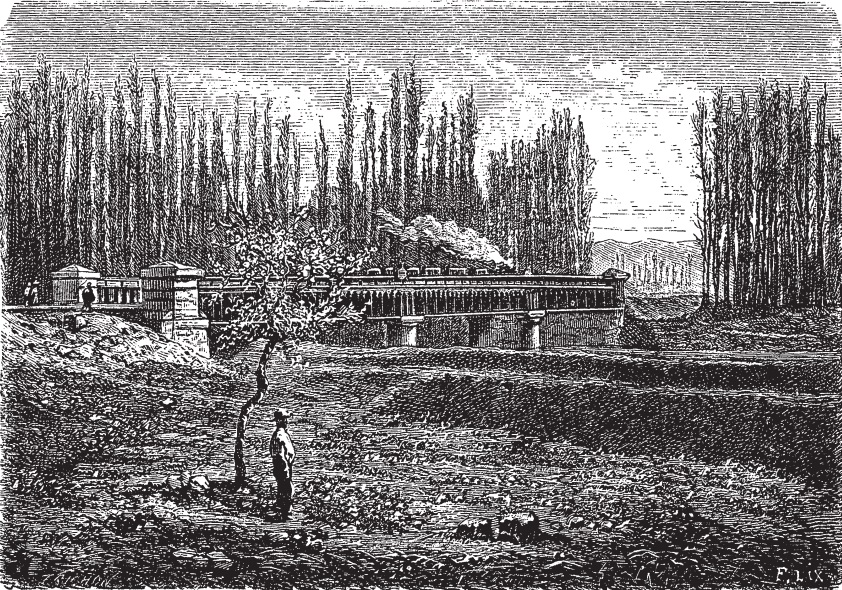
Puente La Máquina en 1872.

En 1863 fue iniciado el trazado del Ferrocarril de Valparaíso a Santiago, inaugurándose el Puente La Máquina sobre el río Mapocho y la Estación Yungay en avenida Matucana, impulsando el poblamiento y desarrollo de este sector. En 1872, durante la intendencia de Benjamín Vicuña Mackenna, dicha vía se pavimenta con adoquines, conformando el Camino de Cintura y estableciéndose como frontera oeste de la ciudad. En 1875 se realiza la Exposición Internacional de Santiago en el Parque Quinta Normal.
En 1893 es inaugurado el Santuario de Nuestra Señora de Lourdes, el primero dedicado a esta virgen en Chile, con la construcción de la Basílica de Lourdes en terrenos donados por el vecino vasco-francés Alejandro Vigoroux. La gruta similar a la francesa, se inaugura en 1908. El 25 de febrero de 1897 fue creada la comuna de Barrancas y sus límites establecidos en el río Mapocho y una línea hasta el Cerro Bustamante al norte, la avenida Matucana al este, la avenida San Pablo al sur, y desde el Cerro Bustamante hasta la Cuesta Lo Prado al oeste.
Francisco Solano Asta-Buruaga y Cienfuegos escribió en 1899 en su Diccionario Geográfico de la República de Chile: 76  sobre el lugar:

Blanqueado.-—Caserio de pocos habitantes del departamento de Santiago, próximo al extremo oeste de la capital.

También se encuentra el Barrio Yungay:: 899 

Yungay (Barrio de).-—La parte occidental de la ciudad de Santiago al lado norte de la Cañada ó Calle de las Delicias. Se ordenó en calles desde 1841.

En 1902 fue abierto el Internado Nacional Barros Arana para albergar alumnos que viniesen desde sectores alejados de Santiago. En 1908 se inaugura la Casona Dubois, diseñada con estilo ecléctico y habitada en sus inicios por el ingeniero francés Andrés Dubois. Luego su hermano paisajista George, diseña un parque a su alrededor, incluyendo árboles de gran tamaño como palmas chilenas y araucarias. Él también diseña los jardines del Parque Quinta Normal.
En 1914 se inaugura el Cité Las Palmas a las afueras del Parque Quinta Normal, uno de los más pintorescos y elegantes del país, diseñado por el arquitecto nacional Julio Bertrand, miembro del grupo de Los Diez. Dicho grupo estaba compuesto por artistas nacionales de diferentes áreas y fue creado en 1915 por Pedro Prado, quien residía en la Hacienda Santa Laura, ubicada en calle Mapocho con Lourdes, ocupándola como primera sede, donde practicaban irónicamente una serie de rituales con la simple intención de reírse de ellos mismos y cultivar la amistad.

### Fundación

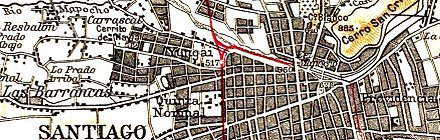
Mapa de la ciudad en los años 1920. Quinta Normal limitaba con Yungay al norte, con Santiago al este y sur, así como con Barrancas al oeste. La línea roja corresponde a la vía férrea.

La creación de Quinta Normal fue decretada el 22 de junio de 1915 por iniciativa del presidente Ramón Barros Luco, Fue organizada y luego fundada el 6 de octubre del mismo año, compuesta por la subdelegación rural 27.ª, El Blanqueado, dentro del Departamento de Santiago y la provincia homónima. Fue inaugurada la primera junta de vecinos, siendo la primera administración de carácter comunal, donde por medio de escrutinio es elegido como alcalde Santiago Herrera y como vicealcalde a Luis Larraín. Sus límites eran las avenidas actuales San Pablo al norte, Matucana al este, Ecuador al sur y Las Rejas al oeste. Su nombre provino del parque Quinta Normal de Agricultura, bautizado así por el naturalista francés Claudio Gay en 1841.
En esta época su población es de 3 661 habitantes y su característica principal es tener un gran número de chacras y casaquintas que le dan un ambiente campestre. En diciembre de 1916 fue creada al norte la comuna de Yungay a partir del sector oriente de Barrancas, compuesta por la subdelegación rural 28.ª, Yungay. El principal sistema de transporte de Santiago es el tranvía y por la comuna circulan algunos servicios. Cuenta con el Ferrocarril Yungay-Barrancas y sus estaciones Vicentini, Tropezón y Yungay. Esta última la conecta también con los ferrocarriles de Circunvalación y de Valparaíso a Santiago. En 1927 es inaugurado el primer alumbrado público y comisaría para su resguardo.
El geógrafo chileno Luis Risopatrón lo describe como una ‘aldea’ en su libro Diccionario Jeográfico de Chile en el año 1924:: 86 

Blanqueado (Lugarejo El) 33º 27’ 70° 42'. Es de corto caserío, con ajencia postal i se encuentra próximo al NW del estremo NW de La Quinta Normal de Agricultura, de la ciudad de Santiago. 63, p. 243; 68, p. 40; i 163, p. 205; aldea en 101, p. 423; i caserío en 155, p. 76.

Respecto al Barrio Yungay:: 954 

Yungay (Estación de ferrocarril). 33° 26' 70° 42' Cuenta con servicio de correos i atiende a las necesidades del barrio del mismo nombre de la ciudad de Santiago, que fué ordenado en calles desde 1841; se encuentra a 517 m de altitud, a 3 kilómetros al N dé la estación de Alameda. 104, p. 47 i perfil; i 155, p. 899; Yungai en 68, p. 262; i 156; i Santiago-Yungai en 63, p. 249.

El 28 de enero de 1928, el decreto legislativo n.º 8583 modifica el territorio de las comunas en el país y Quinta Normal es unida con Yungay por problemas para financiar su funcionamiento. Los límites se establecen por el decreto ley n.º 740: al norte el río Mapocho; al este las calles Román Spech, Carrascal, Villasana, San Pablo y Apóstol Santiago; al sur Ecuador; y al oeste Las Rejas, San Pablo, Los Copihues, Neptuno, José Joaquín Pérez, Lo López, Lo Amor, Samuel Izquierdo y Carrascal, que corresponden a la frontera oeste de la ciudad, siendo la única comuna del sector poniente.
El 20 de enero de 1930, por el decreto n.º 116 es modificado el nombre de Yungay, al existir una comuna homónima más antigua en la Provincia de Ñuble en el sur del país, siendo denominada como la anterior, Quinta Normal, el cual fue firmado por el mandatario Carlos Ibáñez y el ministro del Interior Enrique Bermúdez.

### Integración al Gran Santiago
En los años 1930 la comuna ya estaba urbanizada sobre la base de barrios, es decir con manzanas y calles. Surgieron las pequeñas y medianas industrias con el proceso de industrialización del país, principalmente en su zona oriente, conformante del «anillo de hierro» de Santiago. La primera fue la fábrica de sombreros Cintolesi, fundada en 1898. Quinta Normal toma un carácter industrial y residencial en el naciente Gran Santiago. En 1935 la familia Parra llegó a vivir en calle Edison, y en 1937 una joven Violeta inicia su carrera artística en el restaurante El Popular de avenida Matucana #1080, que en esta época concentraba una intensa bohemia popular.

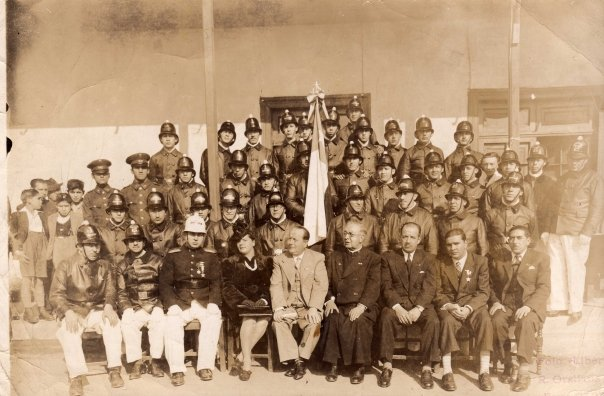
Personal de la Primera Compañía de Bomberos en 1942.

Para los años 1940, la expansión demográfica que presenta Santiago obliga a ceder los terrenos rurales de la comuna para la construcción de viviendas y comercios, por lo que comienza a poblarse gradualmente. En 1942 es creado el Cuerpo de Bomberos de Quinta Normal, que luego abarca a cuatro comunas del sector norponiente de la capital. En 1944 es inaugurado el ferroviario Túnel Matucana para despejar el paso hacia la comuna, evitar accidentes en la superficie y por estética.
En los años 1950 se inauguran las primeras redes de alcantarillado y agua potable, junto con la instalación de la municipalidad en la Casona Morandé, edificio de líneas neocoloniales ubicado en el Parque Lo Franco de avenida Carrascal y en terrenos que pertenecían a dicha familia. En esta época estaban de moda los cine-teatros de barrio, destacándose en la comuna los Ideal Cinema, Lo Franco y Maipo. En 1954 es detenido Francisco Varela, conocido como el «monstruo de Carrascal» o «viejo del saco chileno», un vagabundo criminal de menores de los alrededores de dicha avenida, que luego es condenado a muerte y fusilado en 1956.
A fines de 1964 deja de operar el Ferrocarril Eléctrico Santiago Oeste (FESO), que recorría la avenida San Pablo entre Matucana y Las Rejas, uno de los últimos de la era de los tranvías en el país. En 1972 comienza la ampliación del Hospital Félix Bulnes, construido en 1939 como el Centro de Reposo Lo Franco y que adquiere el grado de hospital general en 1944. Así, comienza a sanar los auxilios médicos de los vecinos del sector norponiente.
El 17 de marzo de 1981 se publica el decreto legislativo n.º 1-3.260, que modifica los límites de la región. Al oeste de la comuna se crean Cerro Navia y Lo Prado a partir de Pudahuel (ex Barrancas). Al sur se crea Estación Central, fundada en 1985. También se extiende el sector oriente a partir de la comuna de Santiago, reintegrando al Parque Quinta Normal, ausente desde 1928, después de varias gestiones para evitar la paradoja del nombre de la comuna.

### SigloXXI
Comienza el siglo XXI y la comuna se ve en la necesidad de modernizarse. En 2004 se inaugura la estación Quinta Normal del Metro de Santiago en dicho parque, en el marco de la extensión de la Línea 5 hacia el sector poniente de la ciudad. En 2006 se inaugura la Autopista Central-Eje General Velásquez, que se conecta con la comuna a través de tres enlaces: Carrascal, Mapocho y Portales. En 2008 surgió el tricomunal Circuito Cultura Santiago Poniente.
El 12 de enero de 2010, se inaugura la primera etapa de la extensión de la Línea 5 del Metro de Santiago hacia la comuna de Maipú, integrando a la red dos estaciones en la comuna en avenida San Pablo: Gruta de Lourdes en el Barrio Lourdes y Blanqueado en dicho barrio. El 27 de febrero un fuerte terremoto azota las zonas centro y sur de Chile, y Quinta Normal es la comuna más afectada de la Región Metropolitana. Cerca del 40 % de las casas quedaron con daños estructurales (ejemplo Pasaje Spiglitz y Barrio Lo Espinoza)o se desplomaron producto de su prolongada data y material de construcción, como adobe, lo que la conlleva a un plan de reconstrucción, restauración y renovación significativo. En 2015 fue inaugurado el Parque de la Familia.

## Medio ambiente

### Geomorfología y componentes abióticos

Trazado simplificado de los ecosistemas y cuerpos de agua presentes en la comuna de Quinta Normal.

La comuna de Quinta Normal se encuentra emplazada en la unidad geomorfológica de Cuenca de Santiago; y presenta según la clasificación climática de Köppen clima mediterráneo de lluvia invernal (Csb) y clima semiárido de lluvia invernal (BSk (s)).
Esta además se halla en la cuenca hidrográfica de río Maipo. Además, la comuna posee diversos cuerpos de agua, entre los que se destacan el río Mapocho y la laguna del Parque de la Familia.

### Componentes bióticos
Dentro del territorio de la comuna se podrían hallar los siguientes ecosistemas; sin embargo, debido a que la totalidad de su superficie se halla urbanizada, no existen vestigios de zonas naturales sin intervención humana:
- Bosque espinoso mediterráneo interior donde predominan Acacia caven y Prosopis chilensis (Vulnerable)

### Medidas de protección ambiental, áreas verdes y conflictos socioambientales
Hasta 2022, la comuna de Quinta Normal no cuenta con áreas territoriales destinadas a la protección ambiental.
Cuenta con las áreas verdes:
- Parque de la Familia: parque urbano ubicado en avenida Costanera Sur Poniente entre la calle Carlos Sage y la avenida Presidente Balmaceda, en la ribera sur del Río Mapocho. Fundado el 21 de enero de 2015, posee 20 hectáreas.
- Parque Mapocho Río: parque urbano ubicado en avenida Costanera Sur Poniente entre Pasaje Nueve y avenida Carrascal, en la ribera sur del Río Mapocho, posee 52 hectáreas que comparte con la comuna de Cerro Navia. Su Tramo I fue inaugurado el 14 de septiembre de 2022.

Otras áreas verdes son:
- Parque Lo Franco
- Parque Los Suspiros
- Parque Óscar Bonilla
- Parque Dubois
- Plaza Benito Juárez
- Plaza Costanera Hospital Félix Bulnes
- Plaza Diego Portales
- Plaza Estación Yungay
- Plaza Garín
- Plaza Lo Besa
- Plaza Luis Cruz Martínez
- Plaza Manuel Rodríguez
- Plaza Marco Aurelio Arriagada
- Plaza México
- Plaza Paulo Sexto
- Plaza Simón Bolívar
- Plaza Victorino Laynez
- Plazuela Polidoro Fuentes

## Demografía
El origen demográfico de Quinta Normal es resultado de la migración campo-ciudad de personas de clase media en la primera mitad del siglo XX. Según el Censo de 2017, realizado por el Instituto Nacional de Estadísticas, cuenta con una población de 110 026 habitantes, de los cuales 53 669 son hombres y 56 357 son mujeres.

### Barrios
Los principales barrios de la comuna son:
- Barrio Argentina
- Barrio Blanqueado
- Barrio Brisas del Río
- Barrio Estación Yungay
- Barrio Garín
- Barrio Lo Amor
- Barrio Lo Besa
- Barrio Lo Espinoza
- Barrio Lo Franco
- Barrio Lourdes
- Barrio Sara Gajardo
- Barrio Tropezón
- Población El Polígono
- Población Simón Bolívar

## Administración

### Municipalidad

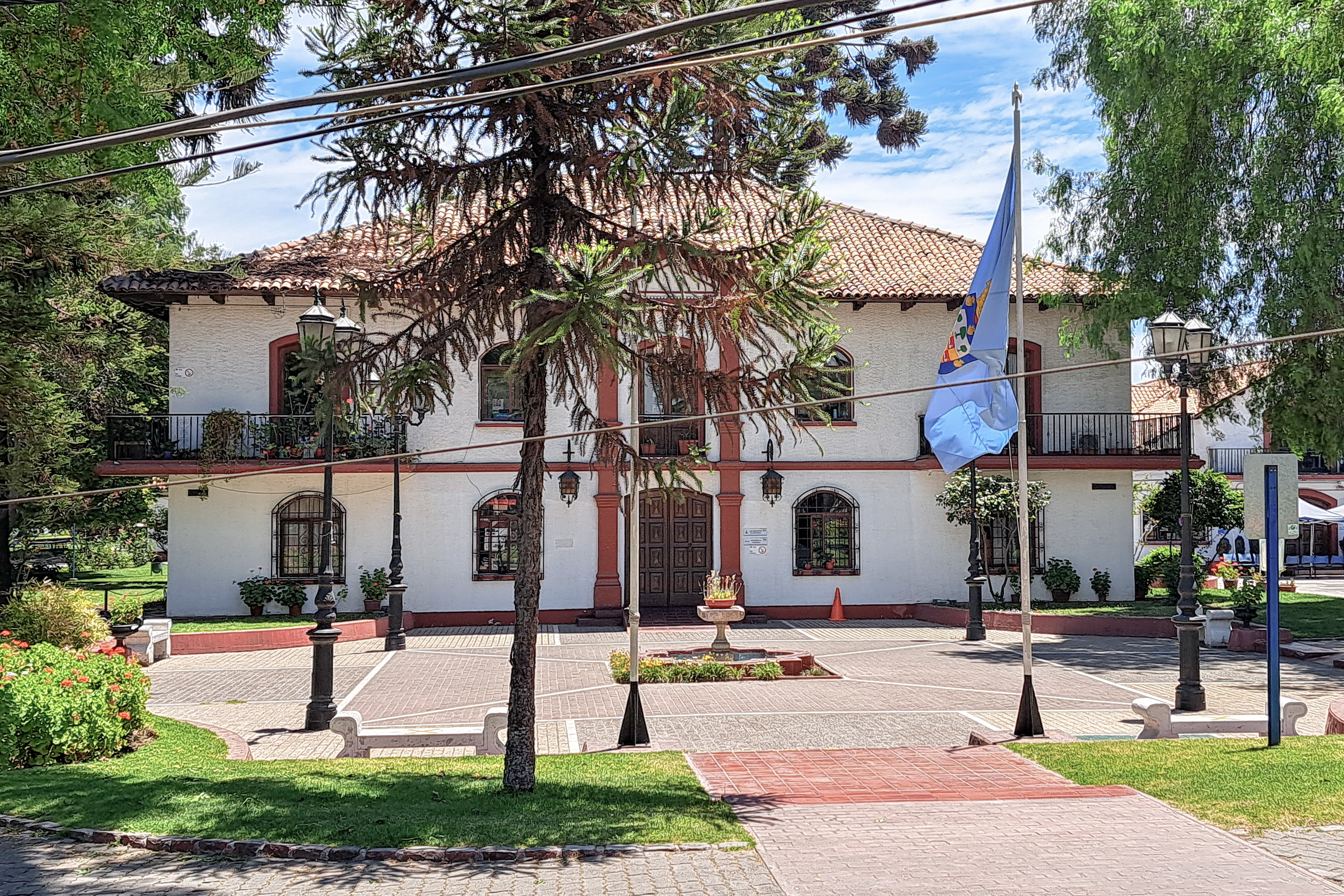
Edificio Consistorial de la Ilustre Municipalidad de Quinta Normal.

La Municipalidad de Quinta Normal para el periodo 2024-2028 es dirigida por la alcaldesa Karina Delfino Mussa (PS) y el concejo municipal conformado por los concejales:
- Valentina Tapia Escobar (FA)
- Javier Robles Bernal (FA)
- Yohanna Cáceres Lloncon (PS)
- Antonieta Flores Miranda (PS)
- Nicolás Jaramillo Méndez (UDI)
- Carla Salazar Tapia (UDI)
- Hilda Landeros Gallardo (RN)
- Alex Muñoz Viscarra (REP)

#### Cooperación de Santiago
Quinta Normal cuenta con la colaboración de la Municipalidad de Santiago en la administración del Internado Nacional Barros Arana, el Parque Quinta Normal y el sector poniente del Parque de Los Reyes (entre Puente Bulnes y Parque de la Familia), por su mayor presupuesto, por lo que dichos sectores pertenecen a la comuna de Santiago Centro.

### Representación parlamentaria
Quinta Normal forma parte de la Circunscripción Senatorial VII y del Distrito Electoral 9. Es representada en la Cámara de Diputados del Congreso Nacional por los siguientes diputados:
- Jorge Durán Espinoza (Renovación Nacional)
- Érika Alejandra Olivera De La Fuente (IND - RN)
- José Carlos Meza Pereira (Partido Republicano De Chile)
- Karol Aída Cariola Oliva (Partido Comunista de Chile)
- Boris Anthony Barrera Moreno (Partido Comunista de Chile)
- Maite Orsini Pascal (Revolución Democrática)
- Andrés Giordano Salazar (IND - RD)

En el Senado, la representan:
- Manuel José Ossandón Irarrázabal (Renovación Nacional)
- Luciano Cruz-Coke Carvallo (Evolución Política)
- Rojo Edwards Silva (Partido Republicano De Chile)
- Claudia Pascual Grau (Partido Comunista de Chile)
- Fabiola Campillai Rojas (Independiente)

## Economía
Una de las características económicas de la comuna es la presencia de gran cantidad de botillerías por habitante. Cuenta con las estaciones de servicio más baratas de la Región Metropolitana. En el sector sur está el que es conocido como el «barrio de las figuras de yeso» en Santiago, donde funcionan varios talleres especializados en esta artesanía.
En 2018, la cantidad de empresas registradas en Quinta Normal fue de 3.699. El Índice de Complejidad Económica (ECI) en el mismo año fue de 2,04, mientras que las actividades económicas con mayor índice de Ventaja Comparativa Revelada (RCA) fueron Venta al por Menor en Empresas de Venta a Distancia por Correo (72,62), Otras Actividades de Servicios Funerarios (59,91) y Fabricación de Artículos de Cuchillería (35,92).
A la comuna le corresponde el Sector Comercial Estación Central, uno de los principales del Gran Santiago. Su centro económico es el Barrio Tropezón, ubicado en el sector de la intersección de las avenidas Mapocho y José Joaquín Pérez (punta de diamante) con Joaquín Walker Martínez. Cuenta con una gran variedad de comercio y con distintos tipos de servicios, como sucursales de bancos.

## Servicios públicos

### Seguridad y orden público
- Carabineros de Chile: La comuna cuenta con la 22.ª Comisaría de Quinta Normal y las subcomisarías Carrascal y Lo Besa. Su actividad operativa se divide en siete cuadrantes de vigilancia, números 201 a 207.
- Policía de Investigaciones de Chile: En calle Doctor Lucas Sierra se encuentra la Brigada de Investigación Criminal Quinta Normal - Cerro Navia, que comprende las comunas de Quinta Normal y Cerro Navia.
- Ejército de Chile: En calle Santo Domingo se ubica el Comando de Ingenieros del Ejército (Cinge) y el Cuerpo Militar del Trabajo (CMT).

### Cuerpo de bomberos
La comuna cuenta con el apoyo en caso de incendios y emergencias con el Cuerpo de Bomberos de Quinta Normal, el cual posee nueve compañías distribuidas en cuatro comunas: Quinta Normal (3), Cerro Navia (2), Lo Prado (1) y Pudahuel (3). Fue creado el 18 de diciembre de 1942 y su misión es el control de incendios, incidentes que involucren materiales peligrosos, el rescate vehicular y de personas, y también de proporcionar los servicios de extinción, salvamento y ayuda en todo tipo de emergencias que amenacen la vida de personas en el Aeropuerto Internacional Arturo Merino Benítez. Las compañías que se encuentran en la comuna son:
- Primera Compañía «Bomba Manuel Rodríguez»
- Segunda Compañía «Bomba Luis Dittmann»
- Tercera Compañía «Bomba Comandante Gustavo Neveu Georget»

### Justicia
En la comuna se encuentra el Juzgado de Familia Pudahuel, ubicado en calle Juan Miranda, que abarca las comunas de Quinta Normal, Cerro Navia, Lo Prado y Pudahuel.

### Educación
La Corporación Comunal del Desarrollo de Quinta Normal (Corpquin) y el Departamento de Educación Municipal (DEM) administran la educación pública escolar de la comuna. Los principales establecimientos son:
- Liceo Alberto Hurtado
- Liceo Comercial Molina Lavín (Comeduc)
- Liceo Experimental Artístico
- Liceo Industrial Benjamín Franklin
- Liceo Industrial Vicente Pérez Rosales (Sofofa)
- Liceo Politécnico Capitán de Corbeta Pedro González Pacheco
- Liceo Polivalente Guillermo Labarca Hubertson
- Liceo Polivalente Juan Antonio Ríos
- Liceo Polivalente San José de la Preciosa Sangre
- Centro Educacional Alberto Hurtado
- Colegio Elvira Hurtado de Matte (SIP)
- Colegio Gabriela Mistral
- Colegio Marquel
- Colegio Politécnico Santa Ana
- Escuela Básica Insigne Gabriela
- Escuela Básica Reino de Noruega
- Escuela Básica N°289 Diego Portales
- Escuela Básica Platón
- Jardín Infantil Los Nidos

Las escuelas municipales de Quinta Normal implementan el método de lectoescritura inicial Slash, de origen local.

### Salud
La comuna pertenece al Servicio de Salud Metropolitano Occidente. La Corporación Comunal del Desarrollo de Quinta Normal (Corpquin) está encargada de la salud pública de la comuna. En 2013, fue calificada como la mejor comuna urbana en trato al usuario del país. Cuenta con los siguientes centros de atención pública:
- Hospital Clínico Dr. Félix Bulnes Cerda
- Centro de Salud Familiar (Cesfam) Andes
- Centro de Salud Familiar (Cesfam) Garín
- Centro de Salud Familiar (Cesfam) Lo Franco
- Centro Comunitario de Salud Familiar (Cecof) Antumalal
- Centro Comunitario de Salud Familiar (Cecof) Catamarca
- Centro de Orientación y Salud Mental (Cecof) Quinta Normal
- Servicio de Atención Primaria de Urgencia (SAPU) Garín
- Unidad de Atención Primaria Oftalmológica (UAPO) Quinta Normal
- Sala de Rehabilitación Músculo Esquelética (Sala PAME) Quinta Normal
- Cruz Roja Chilena - Sede Quinta Normal - José Joaquín Pérez
- Cruz Roja Chilena - Sede Quinta Normal - Dr. José Tobías

### Otros servicios
La comuna cuenta con el proyecto de recreación y actividad física Ciclorecreovía, que se desarrolla en la calzada sur de avenida Carrascal, entre avenida Neptuno y calle General Brayer, con una extensión de 2,3 kilómetros. Cuenta con piscina para la temporada estival: la Piscina Municipal de Quinta Normal, ubicada en avenida Nueva Imperial.
También se encuentran presentes la Plataforma de Negocios de Quinta Normal, y la Corporación Cultural.

## Cultura

### Identidad
Quinta Normal posee una identidad residencial e industrial, por albergar viviendas, fábricas y tiendas, uno de sus sectores con mejor calidad de vida es el Barrio Tropezón o más reconocido como Barrio Carrascal; que además es el centro económico de la zona, donde se ubican farmacias, tiendas, colegios, la Municipalidad (rodeada de un parque), consultorio, carnicería, librerías, etc.
Entre las actividades culturales desarrolladas dentro de la comuna se desataca el Festival de Villancicos Folclóricos Chilenos, organizado por la Asociación de Folcloristas de Quinta Normal (Afoquin), donde solistas y grupos de música folclórica del país, compiten interpretando villancicos de autoría propia con el género musical folclórico de Chile. Se realiza en el mes de diciembre de cada año en el Teatro Municipal de Quinta Normal.

### Símbolos
El Escudo de Armas de Quinta Normal posee en su parte superior tres árboles, con el central de mayor tamaño, los cuales representan al Parque Quinta Normal. En su parte media e inferior aparece un cuadriculado rojo y amarillo, con el símbolo industrial en los cuadros rojos. Quinta Normal no posee bandera comunal.

### Himno
El himno de la comuna fue creado en 1946. El autor de la letra fue Hércules Jorquera y el compositor de la música, Raúl Silva.

### Religión

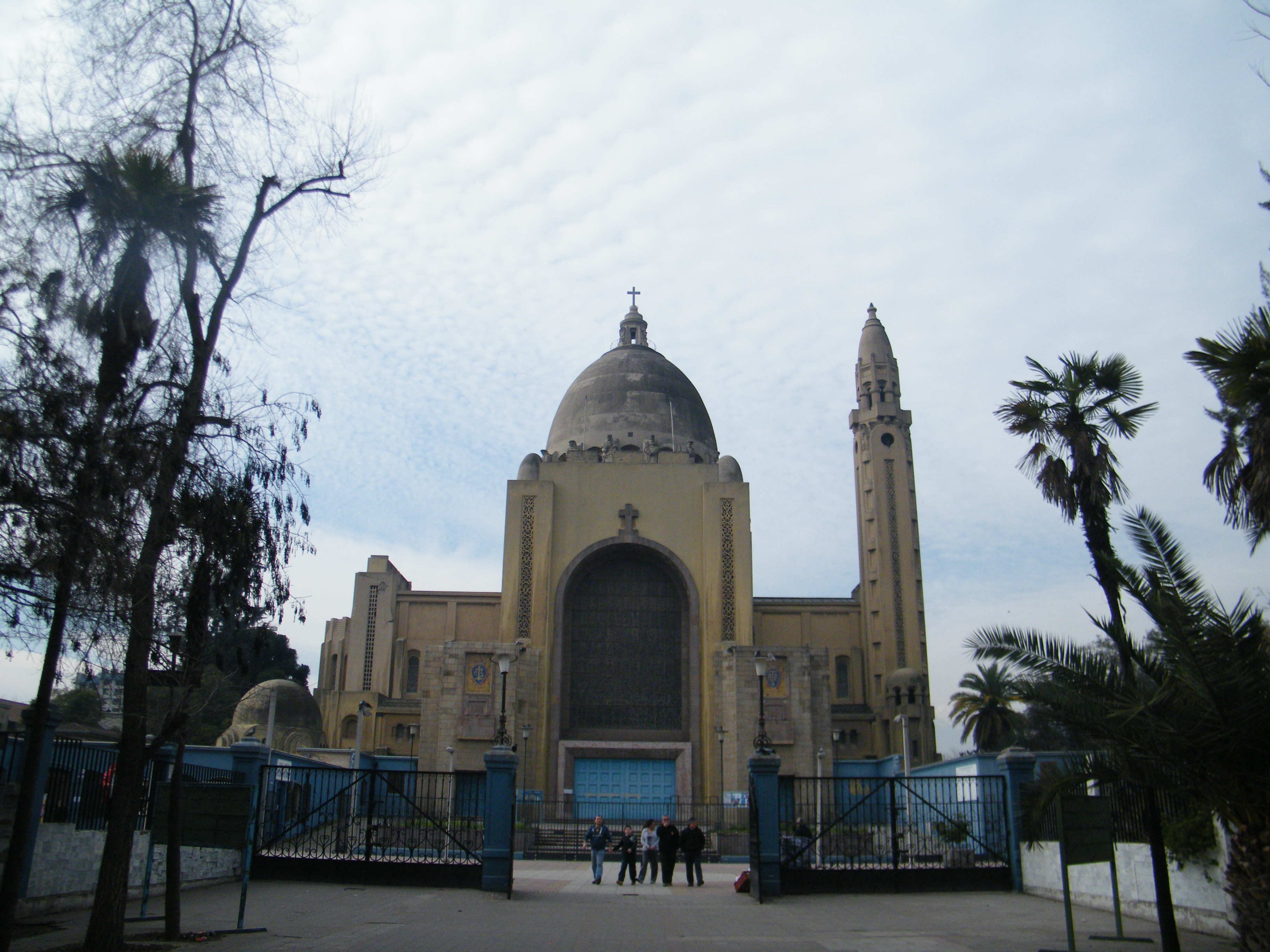
Basílica de Nuestra Señora de Lourdes.

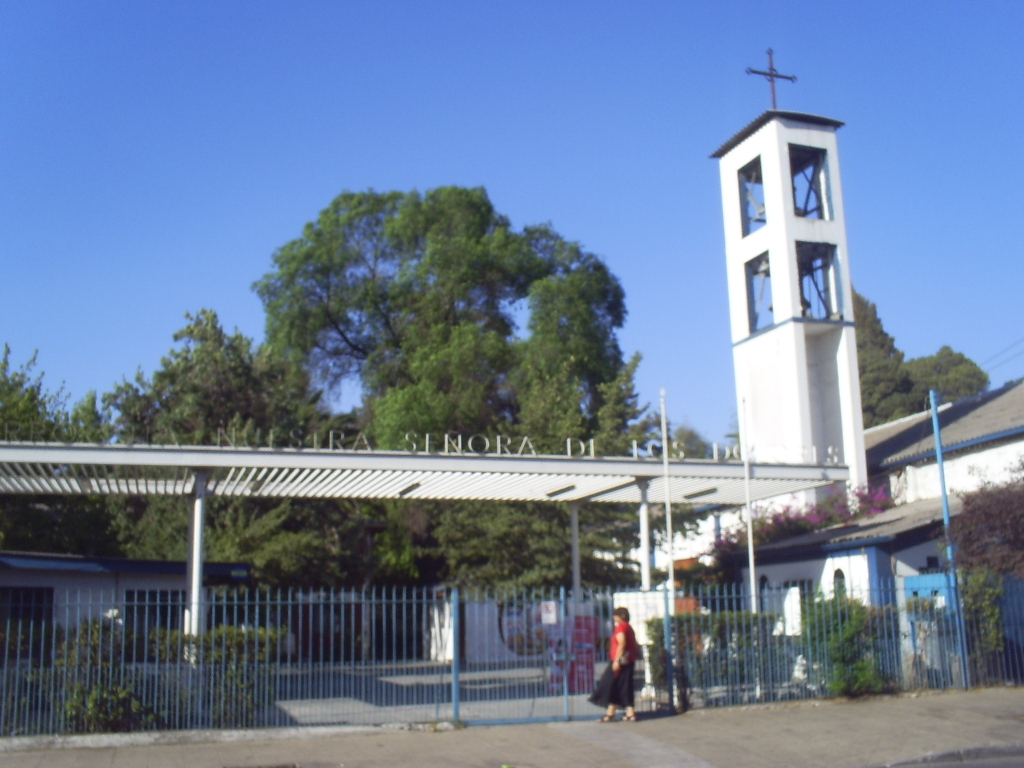
Iglesia de Nuestra Señora de los Dolores.

Destaca el Santuario de Lourdes, el principal centro religioso del sector norponiente de Santiago, de devoción a esta virgen en Chile y uno de los principales centros marianos del país. La comuna tiene la siguiente organización eclesiástica católica:
Arquidiócesis de Santiago de Chile
- Vicaría Zona Oeste
  - Decanato Quinta Normal
    - Parroquia Nuestra Señora de Lourdes
    - Parroquia Nuestra Señora de los Dolores
    - Parroquia Nuestra Señora del Buen Consejo
    - Parroquia Nuestra Señora de la Medalla Milagrosa
    - Parroquia San Vicente Pallotti

  - Decanato Pudahuel Norte
    - Parroquia San José

Congregaciones religiosas católicas
- Congregación de las Oblatas Expiadoras del Santísimo Sacramento
  - Santuario Cristo Pobre

Movimientos eclesiales
- Movimiento Apostólico de Schoenstatt
  - Santuario Nuevo Belén

Iglesias Evangélicas
- Iglesia Apostólicos & Pentecostales - Templo Lo Franco

## Lugares de interés

### Patrimonio
Sector oriente

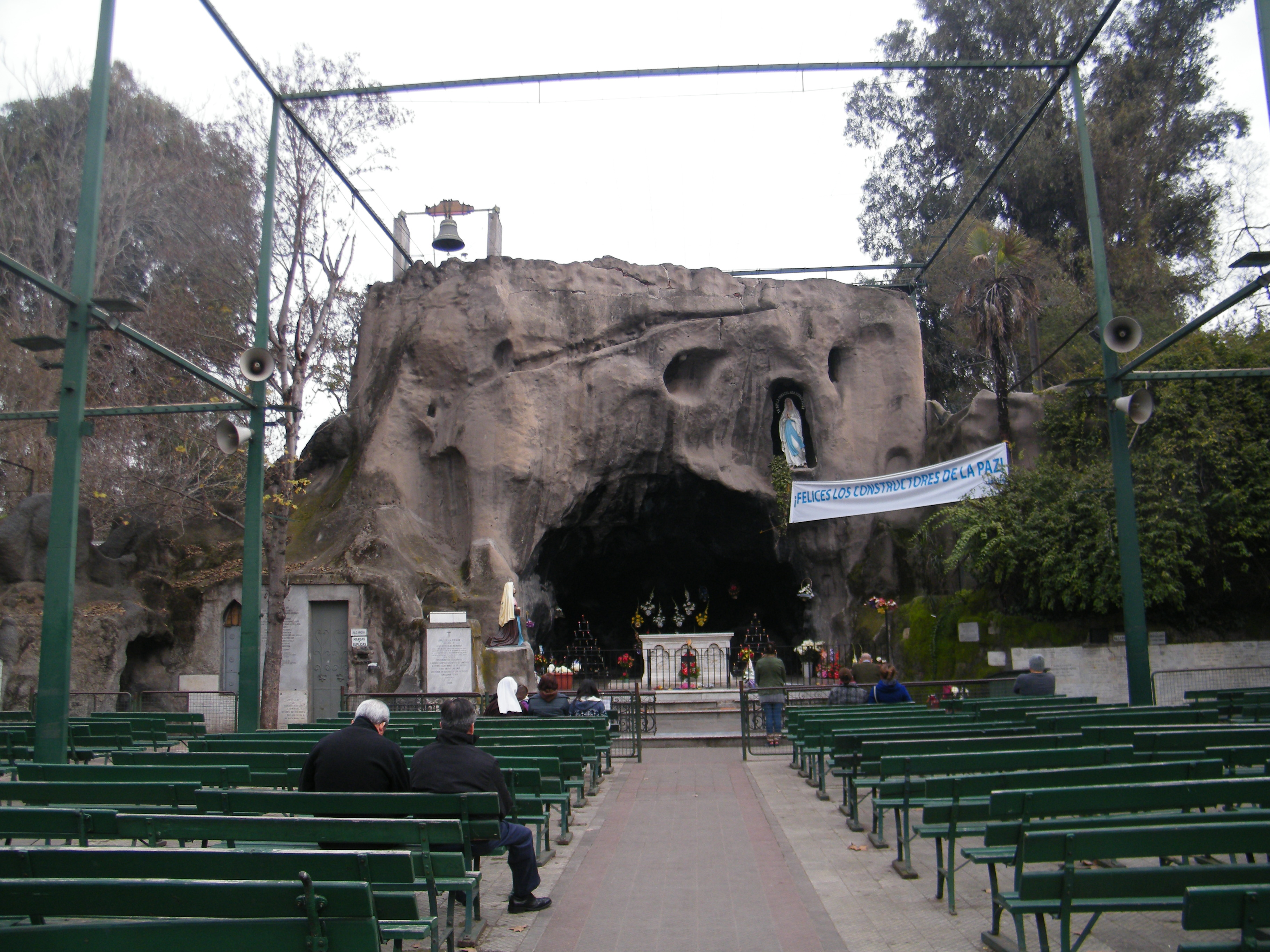
Gruta de Lourdes.

El patrimonio cultural de esta zona es el principal del sector norponiente de Santiago.
| Inmueble            | Clasificación |
| ------------------- | ------------- |
| Basílica de Lourdes | ivp           |
| Gruta de Lourdes    | ivp           |

General
| Inmueble                              | Clasificación |
| ------------------------------------- | ------------- |
| Bloques de los Tajamares del Mapocho  | ivp           |
| Casona Dubois                         | ivp           |
| Casona Morandé                        | ivp           |
| Conjunto de viviendas de Mapocho 3600 | ivp           |
| Edificio de la ex Estación Yungay     | ivp           |
| Exfábrica de sombreros Cintolesi      | ivp           |
| Puente Carrascal                      | ivp           |
| Puente La Máquina                     | ivp           |

MH: Monumento Histórico 

ZT: Zona Típica 

ICH: Inmueble de Conservación Histórica 

ivp: inmueble de valor patrimonial

### Otros sitios de interés
- En la intersección de las avenidas Carrascal y Radal se encuentra una animita que recuerda a Luis Mesa Bell, el primer mártir del periodismo chileno, ya que en ese lugar se encontró su cadáver en 1932.[69]
- Centro Cultural Casona Dubois: Concentra la oferta cultural de la municipalidad y está en el centro geográfico de la comuna. Es conocido como la «manzana cultural».[61][70]
- Biblioteca Pública Municipal "Profesora Marta Ugarte Román" de Quinta Normal (N.º 412)[71]
- Teatro Municipal de Quinta Normal
- Anfiteatro del Parque Centenario
- Anfiteatro del Parque de la Familia
- Centro Cultural Municipal de Quinta Normal René Zarzosa
- Museo Estación Naval Metropolitana
- La comuna cuenta con la Estación Meteorológica de Quinta Normal, ubicada en la Dirección Meteorológica de Chile, en el límite con Estación Central, la cual es la primera en Santiago[72] y principal del país, encargada de proporcionar el estado actual y los pronósticos del tiempo atmosférico para la comuna, la ciudad de Santiago y la Región Metropolitana.[73]

## Transporte

### Principales vías
Sentido este-oeste
- Avenida Carrascal
- Avenida Costanera Sur
- Avenida José Joaquín Pérez
- Avenida Mapocho
- Avenida Portales – Nueva Imperial
- Avenida Salvador Gutiérrez
- Avenida San Pablo

Sentido norte-sur

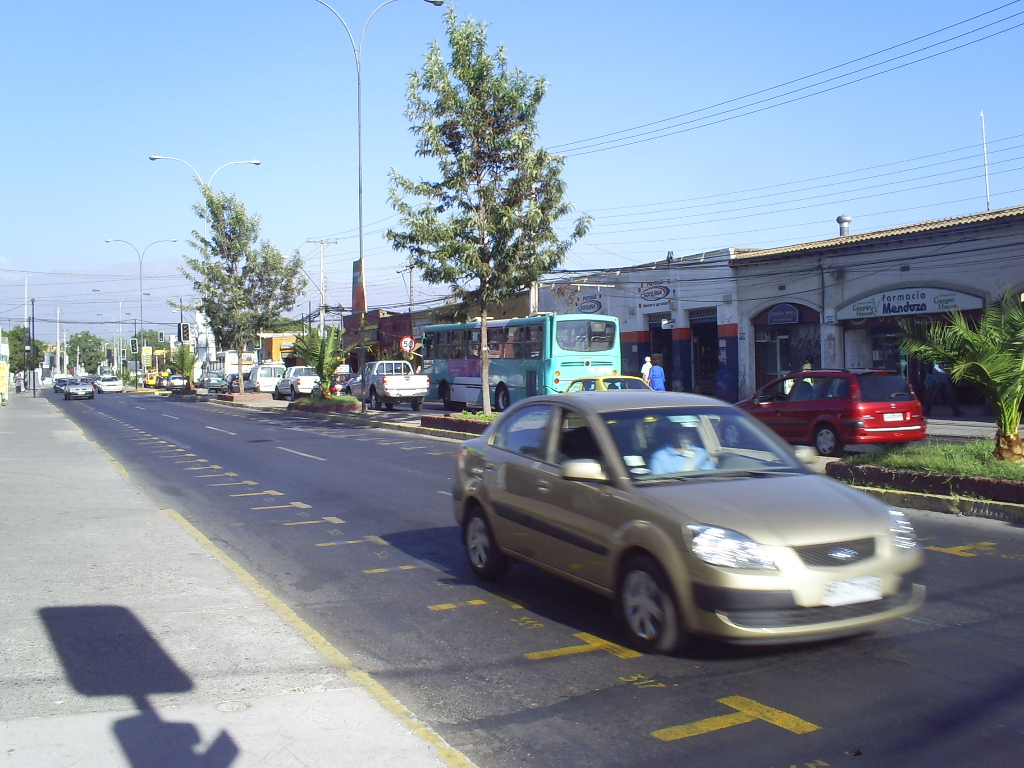
Avenida Carrascal, la principal de la comuna

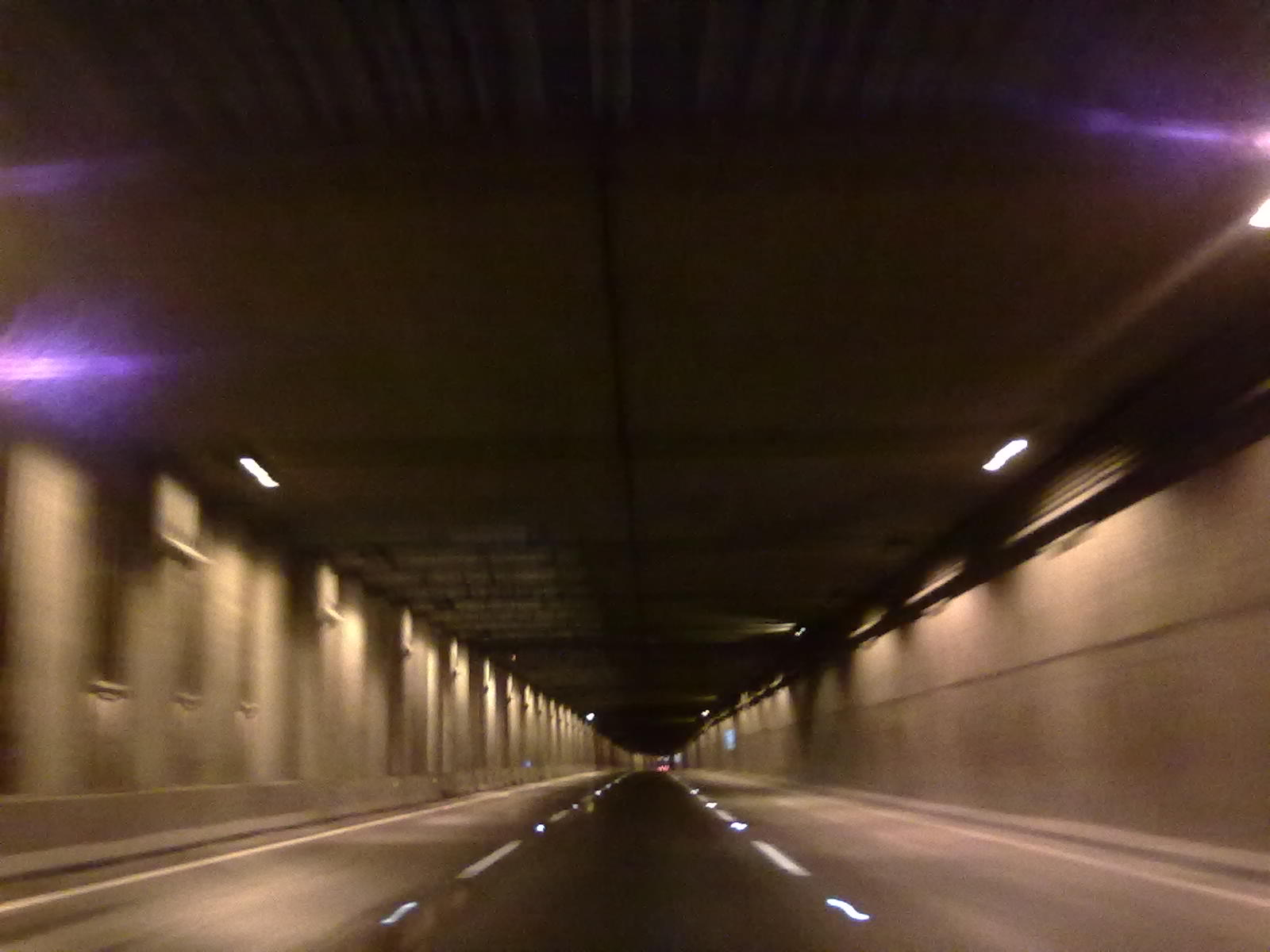
Autopista Central, cruza en subterráneo el sector oriente.

- Autopista Central - Eje General Velásquez
- Avenida Joaquín Walker Martínez – Coronel Robles – Apóstol Santiago (caletera de la Autopista Central)
- Avenida Los Suspiros – Lo Espinoza – Jujuy – Sergio Valdovinos – Las Rejas Norte (anillo interior de Santiago)
- Avenida Presidente Balmaceda – Matucana
- Avenida Neptuno
- Avenida Radal
- Calle Samuel Izquierdo

En el límite con Renca se extiende la Autopista Costanera Norte. La comuna posee ciclovía en las calles Martínez de Rozas y Costanera Sur.

### Buses
La comuna es abastecida por los servicios de las unidades UN3, UN5, US1,  US5 y US14 de la Red Metropolitana de Movilidad, que la conectan con el resto de la ciudad.
Por la comuna transitan los siguientes recorridos de la Red Metropolitana de Movilidad:
| - 101: Recoleta - Cerrillos - 105: Renca - Lo Espejo - 107: Ciudad Empresarial - Av. Departamental - 107c: Ciudad Empresarial - Plaza Renca - 109: Renca - Maipú - 110: Renca - Maipú - 120: Renca - (M) La Cisterna - 313e: Quilicura - Estación Central - 402: Pudahuel - Centro - 406: Pudahuel - Cantagallo - 407: Enea - Las Condes - 417e: Maipú - (M) Manquehue - 422: Pobl. Teniente Merino - La Reina - 426: Pudahuel - La Dehesa | - 502: Cerro Navia - Cantagallo - 502c: Cerro Navia - Santiago - 503: Av. La Estrella - Vital Apoquindo - 504: El Tranque - Hospital Dipreca - 505: Cerro Navia - Peñalolén - 507: Enea - Av. Grecia - 508: Av. Mapocho - Av. Las Torres - 513: El Montijo - José Arrieta - 514: Enea - San Luis de Macul - 517: José Joaquín Pérez - Peñalolén - 518: José Joaquín Pérez - Bilbao - 542: Cerro Navia - Cantagallo - 546e: Villa El Abrazo - Vitacura - B09: Miraflores - Lo Franco - B26: (M) Los Libertadores - (M) Estación Central - B28: Huamachuco - (M) Estación Central | - B38: Huamachuco - Hospital Félix Bulnes - I03: Villa Los Héroes - (M) Quinta Normal - I10: Villa Los Héroes - (M) Quinta Normal - J01: Pudahuel Sur - (M) Quinta Normal - J01c: (M) San Pablo - Carrascal - J02: Enea - (M) ULA - J03: El Montijo - (M) República - J05: El Montijo - (M) ULA - J06: (M) Pudahuel - (M) Pajaritos - J08: Pudahuel Sur - Lo Franco - J10: Parque de Los Reyes - San Daniel - J13: El Montijo - (M) Estación Central - J13c: El Montijo - (M) San Pablo - J16: Cerro Navia - (M) Estación Central - J19: Pudahuel Sur - (M) Quinta Normal |

### Metro
Cuenta con dos estaciones del Metro de Santiago en su sector sur, correspondientes a la Línea 5: Gruta de Lourdes y Blanqueado. Mientras que la línea 7 del Metro traerá tres nuevas estaciones en la comuna. Se estima que esté operativa en el año 2028.
: Gruta de Lourdes • Blanqueado
: Radal • Walker Martínez • Matucana

### Ciclovías
El proyecto Cicloparque Mapocho 42K consiste en el acondicionamiento de la ribera sur del río Mapocho a lo largo de su paso por la ciudad de Santiago, como una gran ciclovía de uso público. Se propone que este recorrido conecte todos los parques y áreas verdes ya existentes o potenciales, en una continuidad paisajista que acompañe al torrente desde su entrada al valle en Lo Barnechea hasta Pudahuel. Tendrá una extensión total de 42 kilómetros con áreas verdes, ciclovías y miradores.

### Ferrocarriles
El Tren Santiago-Batuco es un proyecto en etapa de licitación de ingeniería que unirá la capital con la comuna de Lampa en cerca de 20 minutos, con su terminal en la estación Quinta Normal.
Además, existe la propuesta del Tranvía Histórico, un proyecto turístico diseñado por el Instituto Ferroviario de Chile, que transitaría por las comunas de Santiago y Quinta Normal. En la comuna pasaría por calle Santo Domingo, avenida Las Palmeras (en el interior del Parque Quinta Normal) y avenida Portales.

### Proyectos viales
- Anillo Interior de Santiago: Se transformará en una arteria vial importante dentro del Gran Santiago, por lo que se ensanchará,[79] involucrando en la comuna a las avenidas Las Rejas Norte, Sergio Valdovinos, Jujuy, Lo Espinoza y Los Suspiros.
- Ruta Orbital Norponiente: Será una autopista que conectará la ciudad de Santiago con Lampa. Se emplazará en la avenida Condell y nacerá en el enlace Carrascal en su intersección con la Costanera Sur en el límite de Cerro Navia y Quinta Normal.[80]

## Deportes
La comuna cuenta con la Corporación Municipal del Deporte de Quinta Normal (Cormudep). Se encuentra el club de atletismo Círculo Atlético Royal, fundado en 1913, es el más antiguo del país. Para la práctica deportiva pública, la comuna posee:
| - Estadio Municipal Bernardo O'Higgins - Estadio Carol Urzúa - Estadio José Climent - Estadio Vicente "Potrerillos" Salinas | - Gimnasio Municipal José Miguel Carrera - Centro Deportivo Alcalde Juan Deichler - Complejo Deportivo Plaza México - Gimnasio José Martínez |

El principal logro deportivo de la comuna es haber obtenido la Copa Chilectra 2012 junto con la Copa de la Integración Fundación Endesa-Real Madrid 2012, disputada en Madrid, España, donde Quinta Normal derrotó por 2 goles a 0 al equipo ganador de la Copa Edelnor 2012 de Lima, Perú, y por 3 goles a 1 a la selección sub-13 del club Real Madrid.

## Medios de comunicación
La municipalidad edita un periódico trimestral llamado La Quinta, cuyo eslogan es Ventana comunal, el cual difunde los avances que se realizan en la comuna y su distribución es de manera gratuita para los vecinos. La comuna cuenta con tres radioemisoras, que son una instancia de información y entretención:
- Radio Quinta FM: Se encuentra ubicada en la frecuencia 106.5 MHz del dial frecuencia modulada (FM) en la comuna.[85]
- Radio Quinta en Línea: Es una radio por internet. Se encuentra en el sitio web de la municipalidad.[86]
- Radio Adonnai: Es de carácter religioso y se encuentra ubicada en la frecuencia 107.3 MHz del dial frecuencia modulada (FM) en la comuna.[87]